# Taxtitlán
Taxtitlán är en ort i Mexiko.   Den ligger i kommunen Ocotepec och delstaten Puebla, i den sydöstra delen av landet, 160 km öster om huvudstaden Mexico City. Taxtitlán ligger 2 435 meter över havet och antalet invånare är 131.
Terrängen runt Taxtitlán är huvudsakligen kuperad, men österut är den platt. Runt Taxtitlán är det ganska glesbefolkat, med 36 invånare per kvadratkilometer. Närmaste större samhälle är Libres, 13,0 km söder om Taxtitlán. I omgivningarna runt Taxtitlán växer huvudsakligen savannskog.